# Himno a Tamaulipas
El Himno a Tamaulipas es el himno oficial del Estado de Tamaulipas, en México. Fue compuesto por los maestros de escuela Rafael Antonio Pérez Pérez (letra) y Alfredo Tamayo Marín (música).

## Historia del Himno Tamaulipeco
Rafael Antonio Pérez Pérez y Alfredo Tamayo Marín eran músicos profesionales al servicio de las Misiones Culturales que José Vasconcelos promovió a través de la Secretaría de Educación Pública. Ambos eran originarios de Yucatán y originalmente compusieron la pieza con su letra dedicada a la ciudad de Matamoros, donde Pérez y Tamayo cumplieron servicio educativo en la década de los años 20. La ocasión que impulsó a ambos a escribir la canción fueron los festejos del centenario de la fundación de la ciudad, llevados a cabo en diciembre de 1925 y enero de 1926.
A la sazón, el himno oficial Tamaulipas era la canción popular Cielito Lindo por ninguna otra razón que la de ser la canción preferida del gobernador Emiliano P. Nafarrete.
A finales del mes de enero de 1926, el gobernador Emilio Portes Gil durante una visita a Matamoros para celebrar los cien años de la ciudad, escuchó el himno de Matamoros durante el programa de la ceremonia a la que asistió. El himno fue dirigido en esa ocasión por Simón Prado con orquestación arreglada. La interpretación impresionó a Portes Gil al grado de solicitar permiso de modificar y apropiar el himno para el estado entero, cosa que fue aprobada.
No obstante, la primera aparición oficial del himno en partitura ocurrió más de treinta años después en 1957, con leves añadiduras de Juan Diego Tercero, en esa época director del Conservatorio Nacional de Música.

## Reglamentación
El himno consiste en seis estrofas y un coro. Este último se ha de cantar una vez antes de cada una de las estrofas y al final del himno. Normalmente sólo se canta el coro dos veces incluyendo la primera estrofa entre las dos iteraciones del coro.
Junto con el Escudo de Tamaulipas, el himno se considera oficialmente símbolo del estado. La regulación del himno está contemplada en el decreto 93 de la Ley del Escudo de Armas y del Himno de Tamaulipas, expedido en el año 2006 por el congreso del estado. Además, en 2012, se dispuso que al entonarse el himno en ceremonias, se ha de colocar la palma de la mano derecha 
a la altura del corazón.

## Grabaciones
La primera grabación fonográfica conocida se hizo en disco en 1957 justamente coincidiendo con la publicación de la partitura. Dicha grabación estuvo a cargo de Juan Diego Tercero y Guillermo Estrello.
Otra versión existe en la década de 1960 grabada por la Banda Sinfónica de la Marina dirigida por Miguel Ángel Guerrero Calderón.

Coro:
Viva Tamaulipas altiva y heroica,
la región que dormita en la margen del río.
La sangre palpita en el pecho mío,
al recuerdo glorioso de sus héroes y su honor.
Viva Tamaulipas la tierra querida 
que en las horas aciagas dio su sangre y su vida. 
cantemos un himno de amor y de lealtad  
y todo Tamaulipas vibre a la voz de libertad. 

Estrofa 1:
Fuiste cuna de nobles varones
que con la luz de su saber iluminaron.
Y al pasar por las tierras dejaron
con sus obras su nombre inmortal.
Hoy la historia, canta la gloria
de tus hijos en marcha triunfar.

Coro

Estrofa 2:
En los tiempos de duelo y de guerra
con tu valor fuiste el honor de nuestro suelo.
Defendiste heroica la tierra
y tu espada fue siempre inmortal.
Hoy la historia, canta la gloria
de tus héroes en marcha triunfal.

Coro

Estrofa 3:
Ya la aurora de tiempos mejores
iluminó con su fulgor nuestros albores
y en los surcos que abre el arado
va sembrando la fraternidad.
Y su anhelo, protege el cielo
floreciendo en la santa hermandad.
Coro